# Kyung-sook Shin
Shin Kyung-sook (신경숙?, Sin GyeongsukLR; Jeongeup, 12 gennaio 1963) è una scrittrice sudcoreana.

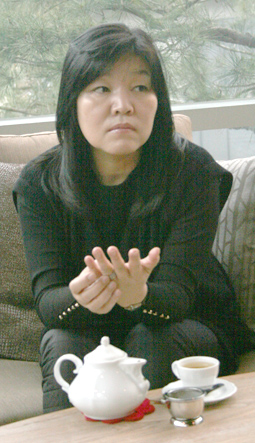
Shin Kyung sook

È stata la prima scrittrice della Corea del Sud e la prima donna a vincere nel 2012 il Man Asian Literary Prize, il più prestigioso premio asiatico, per il suo libro Prenditi cura di lei (엄마를 부탁해?, Eommareul ButakhaeLR), pubblicato in 32 paesi.

## Vita
Kyung-sook Shin nasce nel 1963 in un villaggio vicino Jeongeup, nella provincia del Nord Jeolla in Corea del Sud. Quarta di sei figli, è la maggiore tra le sue sorelle. Suo padre è un orfano di guerra e sua madre una donna devota: l'infanzia di Shin trascorre tra semina e mietitura. Presto si rende conto del suo amore per la lettura ed inizia a prendere in prestito libri dai suoi fratelli. La vita che lei e la sua famiglia conducono nel villaggio tuttavia non favorisce un'istruzione soddisfacente, così i genitori di Shin, che ancora vivono in campagna, sacrificano tutto per mandare i loro sei figli all'università.
A sedici anni Shin si trasferisce a Seul, dove inizia a lavorare in uno stabilimento di elettronica mentre vive con il fratello maggiore. Sono gli anni della legge marziale imposta dal Generale Chun Doo dopo il colpo di stato del 1979 e, mentre gli studenti protestano, decisi a far sentire la propria voce in quello che sarebbe stato ricordato come il massacro di Gwangju, Shin frequenta una scuola serale. In una sua intervista riportata nel The Guardian ricorda come quell'evento l'abbia segnata in maniera indelebile, tanto che alcuni dei suoi personaggi sono stati ispirati proprio da alcune vicende legate a quell'evento storico.
Il debutto letterario di Kyung-sook Shin risale al 1985, a 22 anni, dopo la laurea in scrittura creativa presso l'Istituto d'Arte di Seul. In quell'anno pubblica la novella Favola della Notte (in Hangul: 겨울우화, Kyeoruhwa) con cui vince il premio Munye Joogang (문예중앙) come autrice emergente.
Assieme a Kim In-Suk e Gong Ji-Yeong, Kyung-sook Shin è una delle scrittrici del gruppo definito "Generazione 386" (386 세대; Sampallyuk sedae).
Nel 1999 si sposa con il critico letterario, poeta e professore Jin-u Nam e nel 2008 pubblica il romanzo che l'ha resa celebre nel mondo: Prenditi cura di lei (엄마를 부탁해 - lett. "Prenditi cura della mamma per favore"). Kyung-sook Shin ha rivelato alla CNN che avrebbe voluto scrivere 30 anni prima questa sua opera ma che, a causa della continua evoluzione della sua idea di "madre", elaborare il romanzo si è rivelato più difficile del previsto.
Shin ha vinto moltissimi premi letterari inclusi il Today’s Young Artist Award offerto dal Ministro della Cultura, dello Sport e del Turismo sud coreano, il premio letterario Hanguk Ilbo, il premio letterario Hyundae e quello Manhae, il Premio Dong-In, Yi Sang e Oh Yung-Su. Nel 2009 la traduzione francese di una sua opera, Una Stanza Solitaria (La Chambre Solitaire) è una delle vincitrici del Prix de l'Inapercu, che premia le eccellenze letterarie che ancora non hanno raggiunto un pubblico vasto.
I diritti per il bestseller Prenditi cura di lei sono stati venduti in 32 Paesi inclusi l'America e innumerevoli nazioni in Europa ed Asia, a partire dalla Cina. In inglese è stato tradotto da Kim Chi-Young e pubblicato nel 2011, classificandosi al primo posto al Man Asian Literary Prize nel 2012.
Kyung-sook Shin vive a Seoul con il marito nei pressi del Monte Bukhansan.

## Controversie
Il 16 giugno 2015, l'Huffington Post Korea ha contestato all'autrice coreana un presunto plagio nei confronti dello scrittore Yukio Mishima. In particolare Shin Kyung Sook avrebbe ripreso del materiale da una storia breve di Mishima intitolata "Patriottismo" per la sua opera dal titolo ''Leggenda'' (1994). Secondo lo scrittore Lee Eung-jun il plagio sarebbe stato oscurato sulla scena letteraria per svariati motivi, quali l'alta reputazione di Shin tra i critici, la sua posizione di riguardo nella letteratura coreana e il conseguimento di un premio di grande valore sulla scena internazionale.
Inizialmente, tramite il suo editore, la scrittrice ha negato di aver mai letto la storia di Mishima, ma successivamente, secondo il Kyunghyang Shinmun, in un'intervista Kyung Sook Shin avrebbe dichiarato di non esserne più tanto certa. Infine Shin si è scusata sia nei confronti di coloro che avevano sollevato la questione del plagio, sia nei confronti dei suoi lettori.

## Opere
| Titolo Coreano                                                                      | Titolo Inglese                  | Anno |
| ----------------------------------------------------------------------------------- | ------------------------------- | ---- |
| 겨울우화 (kyeouruhwa)                                                               | Winter Fable                    | 1990 |
| 풍금이 있던 자리 (p'unggeumi itteon jari)                                           | Where the Harmonium Once Stood  | 1993 |
| 깊은 슬픔 (kip'eum seulp'eum)                                                       | Deep Sorrow                     | 1994 |
| 외딴방 (oettanbang)                                                                 | A Lane Room                     | 1995 |
| 아름다운 그늘 (areumdaun keuneul)                                                   | Beautiful Shade                 | 1995 |
| 오래전 집을 떠날 때 (uraejeon jibeul ttonalttae)                                    | Long Ago, When I left my Home   | 1996 |
| 강물이 될 때까지 (kangmulri dwel ttaekkaji)                                         | Until It Turns into River       | 1998 |
| 기차는 7시에 떠나네 (kich'aneun ilgeupshie ttonane)                                 | The Train Departs at 7          | 1999 |
| 딸기밭 (ttalgibat')                                                                 | The Strawberry Field            | 2000 |
| 바이올렛 (baiollet)                                                                 | Violet                          | 2001 |
| J이야기 (J iyagi)                                                                   | J's Story                       | 2002 |
| 종소리 (jongsori)                                                                   | The Sound of Bells              | 2003 |
| 감자 먹는 사람들 (kamja mokneun saramdeul)                                          | Potato Eaters                   | 2005 |
| 리진 (rijin)                                                                        | Yi Jin                          | 2007 |
| 엄마를 부탁해 (ommareul put'ak'hae)                                                 | Please Look After Mum           | 2008 |
| 어디선가 나를 찾는 전화벨이 울리고 (eodiseonga lareul channeun cheonhwaberi ulligo) | I'll Be Right There             | 2010 |
| 모르는 여인들 (moreuneun yeoindeul)                                                 | The Unknown Women               | 2011 |
| 달에게 들려주고 싶은 이야기 (dalege deullyeojugo ship'eun iyagi)                    | Stories I wish to tell the Moon | 2013 |

## Traduzioni italiane
- (2011) Prenditi cura di lei , trad. di Vincenzo Mingardi, Vicenza, Neri Pozza - È la storia di una madre scomparsa, raccontata dai diversi punti di vista dei membri della sua famiglia. Il contesto storico è quello del drammatico periodo di cambiamento della Corea del Sud a società post-moderna.
- (2013) Io ci sarò , traduzione di Benedetta Merlini, Palermo, Sellerio - É un romanzo fortemente introspettivo, ambientato negli anni ottanta che vede la protagonista, Jeong Yun, rivivere i suoi ricordi del college nello scenario di una Seul attraversata dalle contestazioni studentesche.

## Premi
- Contemporary Literature (Hyundae Munhak) Award (1995)
- Manhae Award for Literature (1996)
- Dong-in Literary Award (1997)
- 21st Century Literature Award (2000)
- Premio letterario Yi Sang (2001)
- Oh Young-su Literary Award (2006)
- Prix de l'Inaperu (2009)
- Republic of Korea Culture and Arts Award (2011)
- Man Asian Literary Prize (2012)
- Mark of Respect Award (2012)
- Seoul Foreign Correspondents Club Foreign Public Relations Award - Literary Section (2012)
- Hoam Prize - Literature Award (2013)